# Fly Baghdad
Fly Baghdad è una compagnia aerea privata irachena, con sede a Baghdad e hub all'aeroporto Internazionale di Baghdad.
Dal 25 gennaio 2024, a seguito di sanzioni imposte dagli Stati Uniti nell'ambito della rivalità tra questi e l'Iran, la compagnia ha sospeso, a tempo indeterminato, le proprie attività.

## Storia
La compagnia è stata fondata nel 2014 e ha iniziato le operazioni poco dopo. I voli sono stati sospesi a fine 2016 per poi riprendere il 14 febbraio 2017 a seguito di uno stop di circa quattro mesi. Dopo lo scioglimento del vecchio consiglio, il nuovo management ha effettuato un rebranding dell'azienda. Lo slogan dell'azienda è Low Price... More Flights.

## Flotta
A maggio 2023 la flotta di Fly Baghdad è così composta: